# Svidal
Svidal este o localitate din comuna Jølster, provincia Sogn og Fjordane, Norvegia.